# Bassa Mawem

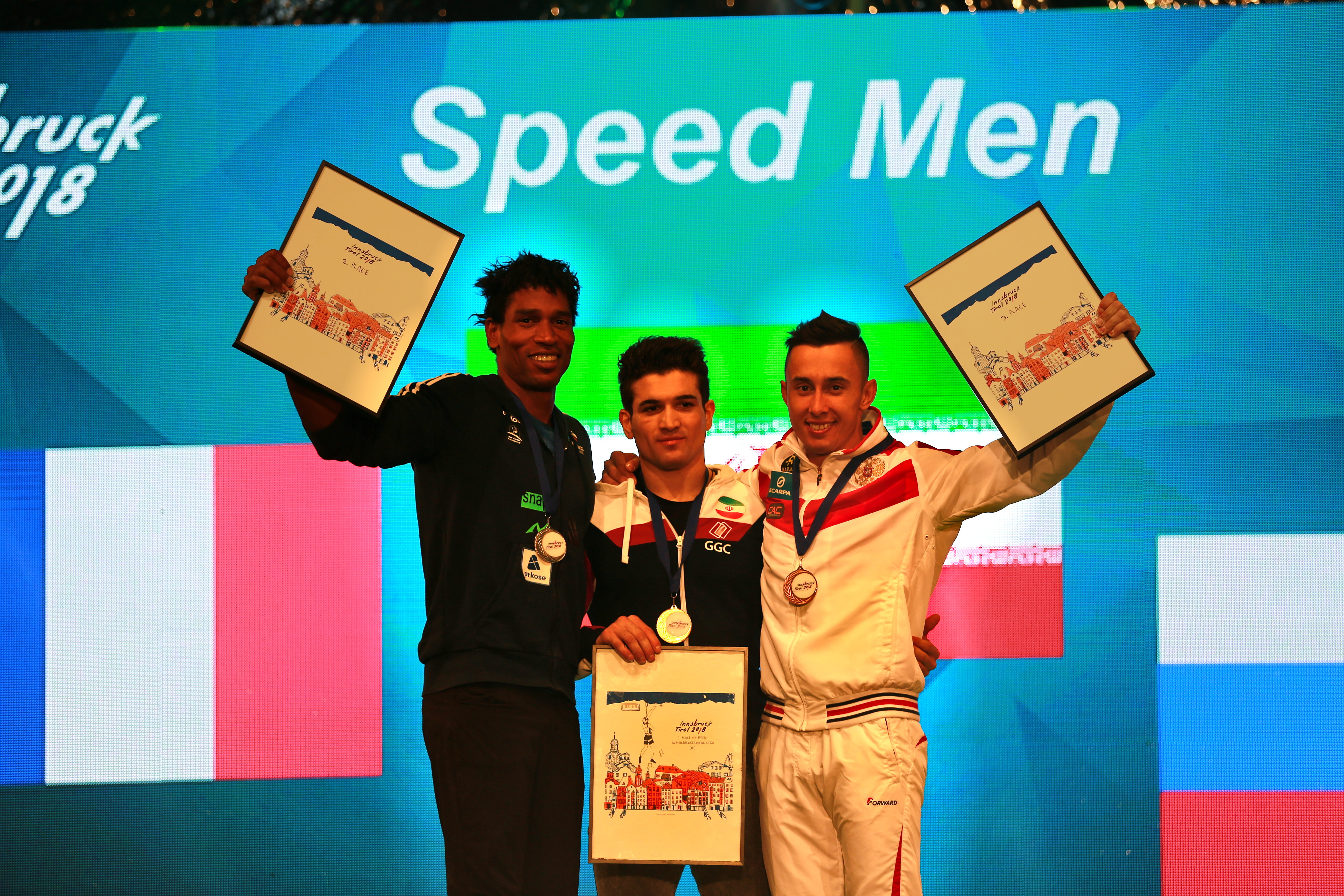
MŚ 2018 Innsbruck. Podium, stoją od lewej: Bassa Mawem, FRA (2 m.), Reza Alipour (1 m.) i Stanisław Kokorin RUS (3 m.)

Bassa Mawem (ur. 9 listopada 1984 w Numei) – francuski wspinacz sportowy. Specjalizuje się we wspinaczce na czas.

## Kariera sportowa
Wicemistrz świata we wspinaczce na czas z 2018 roku w finale przegrał w duelu z Irańczykiem Rezą Alipourem.
Uczestnik World Games we Wrocławiu w 2017, gdzie zajął siódme miejsce.
W 2019 roku w Tuluzie na światowych kwalifikacjach do igrzysk olimpijskich wywalczył kwalifikacje na IO 2020 w Tokio.

## Osiągnięcia

### Puchar Świata
| Konkurencje  | 2015 | 2016 | 2017 | 2018 |
| Wsp. na czas | 5    | 4    | 19   | 1    |

### Mistrzostwa świata
| Konkurencje       | 2012  | 2014 | 2016 | 2018 |
| Wsp. na czas      | 17-18 | 7    | 4    | 2    |
| Wspinaczka łączna | –     | –    | –    |      |

### World Games
| Konkurencje  | 2017 |
| Wsp. na czas | 7    |

### Rock Master
| Konkurencje  | 2014 | 2016 |
| Wsp. na czas | 2    | 3    |